# Cheirolophus mauritanicus
Cheirolophus mauritanicus là một loài thực vật có hoa trong họ Cúc. Loài này được (Font Quer) Susanna mô tả khoa học đầu tiên năm 1987.